# Magadha
Magadha, forntida indiskt rike i norra Indien, i södra delen av nuvarande delstaten Bihar, från omkr. 600 f.Kr. till 320 f.Kr. Huvudstad: Pataliputra. Under sin storhetstid fanns här kungar som Bimbisara. Riket erövrades av mauryahärskarna vid 320 f.Kr. och blev hjärtlandet i deras vidsträckta rike.